# Bulbophyllum procerum
Bulbophyllum procerum là một loài phong lan thuộc chi Bulbophyllum.